# Armando Salas Portugal
Armando Salas Portugal (Monterrey, Nuevo León, México, 28 de mayo de 1916 - Ciudad de México, 11 de enero de 1995) fue un fotógrafo y escritor mexicano. En su obra mostró diversas temáticas, destacando la fotografía de paisaje y de la obra arquitectónica del México de mediados del siglo XX, destacando la de distintos creadores como Luis Barragán, Mathias Goeritz y Mario Pani, entre otros. Su obra sería decisiva en el registro de "la construcción de las imágenes de la modernidad arquitectónica" de su país.

## Biografía
Fue hijo de Rosa Portugal González, originaria de Aguascalientes, y de Daniel Salas López, originario de Saltillo. En 1920 se mudó junto a su familia a la Ciudad de México, en donde vivió en las colonias Juárez y Roma. Salas fue siempre un aficionado al alpinismo y excursionismo, siendo su primera experiencia en estas prácticas en 1924, y en 1928 ascendió por primera vez al volcán Iztaccíhuatl. En 1932 viajó a Los Ángeles, California, en donde ingresó a estudiar al Beverly Hills, High School y posteriormente estudió químico perfumista en la UCLA.
Inició su carrera en 1936, cuando tuvo su primera cámara, una Zaiss Ikonta. Sus primeras fotografías fueron tomadas en distintas locaciones de México y los Estados Unidos. Volvió a México en 1936. Montó una tienda de perfumes y cosméticos en la calle de Chihuahua, donde inició la venta de la que se convertiría en una afamada crema facial, la Crema nutritiva Leipzig, que contó entre sus clientes a Amalia Solórzano, esposa de Lázaro Cárdenas, entonces presidente de México.
En 1938 realizó la serie Pedregal de San Ángel, la cual además de destacar por su calidad y talento, sirvió como registro de la flora endémica del lugar.

## Obra

### SerieArquitectura de Luis Barragán
La relación entre Salas Portugal y la obra de Luis Barragán inició en 1940, cuando el arquitecto jalisciense lo contrató mientras trabajaba en el Pedregal de San Ángel. Hasta la muerte del arquitecto sería su fotógrafo oficial y jugaría un papel fundamental en la difusión de la obra de Barragán, siendo su serie Arquitectura de Luis Barragán probablemente la más conocida sobra la obra de dicho creador. Incluso el arquitecto Mario Pani declararía que una de las razones de la fama mundial de la obra de Barragán se debía en gran medida a la fotografía de Salas Portugal.

A la distancia, este vínculo ha llegado a consolidarse como un
discurso visual en el que es casi imposible entender a Barragán sin las imágenes poetizadas de su fotógrafo
Cristóbal Andrés Jácome Moreno

La exposición en 1989 de dicha serie en el Palacio de Bellas Artes se realizaría entre polémicas debido a la discusión sobre la pertenencia de los derechos patrimoniales de Salas Portugal sobre las fotos. La serie fue vendida a la Fundación Vitra de Suiza en 1988.

### Publicaciones
- 1968 - Fotografías del pensamiento.
- 2006 - Morada de lava. Las colecciones fotográficas del Pedregal de San Ángel y la Ciudad Universitaria, México, Universidad Nacional Autónoma de México.

## Acervo documental
La mayor parte de su producción artística, que comprende más de 70 mil negativos, es conservada por la fundación que lleva su nombre. En 1979, el AHUNAM recibió su obra sobre el Palacio de Minería, y en 2006 adquirió las series sobre el Pedregal de San Ángel y la construcción de Ciudad Universitaria.